# John Ritchie (compositeur)
Œuvres principales
Concertino pour clarinette et orchestre à cordes (1957)
Ergo Tua Rura Manebunt (1973)
Aquarius: Suite no 2 pour orchestre à cordes (1982)
Papanui Road Overture
John Anthony Ritchie, né le 29 septembre 1921 – mort le 29 septembre 2014, est un compositeur et professeur de musique néo-zélandais à l'université de Canterbury.

## Biographie
Né à Wellington en 1921. Ritchie fréquente l'université d'Otago dont il est d'abord diplômé en 1943 et y obtient un Bachelor of Music (en) l'année suivante. Il suit également une formation comme professeur au Dunedin Teachers' College (en). Entre 1956 et 1957, il entreprend des études supérieures auprès de Walter Piston à l'université Harvard . Il est le père du compositeur Anthony Ritchie.
Durant la Seconde Guerre mondiale, il porte le rang de sous-lieutenant dans la Royal New Zealand Naval Volunteer Reserve (en) et sert avec la Fleet Air Arm en tant que pilote,.
Ritchie est nommé chargé de cours en musique au Canterbury University College (a présent Université de Canterbury) en 1946 puis devient chef du département et professeur en 1962. Il a également été doyen de la faculté de musique et des beaux-arts et sert comme vice-chancelier adjoint de l'université entre 1977 et 1980. Il prend sa retraite en 1985 et se voit accorder le titre de professeur émérite.
Clarinettiste talentueux, Ritchie est en 1958, le fondateur éponyme et dirigeant de l'orchestre à cordes John Ritchie qui devient l'Orchestre symphonique de Christchurch. En tant que compositeur, sa production comprend des œuvres pour chœur, ensemble instrumental, fanfare et orchestre. Il est directeur de la musique pour les Jeux du Commonwealth britannique de 1974 à Christchurch et lors de la visite du pape Jean-Paul II en Nouvelle-Zélande en 1986
En 1981, Ritchie est élu membre du Conseil international de la musique et en 1992 reçoit une citation pour service rendus à la musique de Nouvelle-Zélande de l'Association des compositeurs de Nouvelle-Zélande. Il est membre honoraire à vie de l'International Society for Music Education (en) et en 2000 il reçoit un doctorat de musique (en) honoraire de l'université de Canterbury.
Ritchie meurt à Christchurch en 2014 le jour de son 93e anniversaire

## Source
- (en) Cet article est partiellement ou en totalité issu de l’article de Wikipédia en anglais intitulé « John Ritchie (composer) » (voir la liste des auteurs).